# Odysia accessilinea
Odysia accessilinea là một loài bướm đêm trong họ Geometridae.